# 西藏西风芹
西藏西风芹（学名：Seseli nortonii）是伞形科西风芹属的植物，是中国的特有植物。分布在中国大陆的西藏等地，生长于海拔4,000米的地区，常生于河边石隙，目前尚未由人工引种栽培。